# Special Olympics Island
Special Olympics Island (englisch: Special Olympics Iceland) ist der isländische Verband von Special Olympics International. Sein Ziel ist die Förderung von Sport für Menschen mit geistiger Beeinträchtigung und die Sensibilisierung der Gesellschaft für diese Mitmenschen. Außerdem betreut er die isländischen Athletinnen und Athleten bei den Special Olympics Wettkämpfen.

## Geschichte
Special Olympics Island wurde 1989 mit Sitz in Reykjavík gegründet.

## Aktivitäten
2019 waren 2.238 Athletinnen, Athleten und Unified Partner sowie 140 Trainer bei Special Olympics Island registriert.
Der Verband nahm 2020 an den Programmen Law Enforcement Torch Run (LETR), Athlete Leadership, Youth Leadership, Family Leadership Young Athletes und Unified Schools teil, die von Special Olympics International ins Leben gerufen worden waren.

### Sportarten
Folgende Sportarten wurden 2020 vom Verband angeboten:
- Badminton (Special Olympics)
- Basketball (Special Olympics)
- Boccia (Special Olympics)
- Bowling (Special Olympics)
- Eiskunstlauf (Special Olympics)
- Fußball (Special Olympics)
- Golf (Special Olympics)
- ID-Judo
- Kraftdreikampf (Special Olympics)
- Leichtathletik (Special Olympics)
- Reiten (Special Olympics)
- Rhythmische Sportgymnastik (Special Olympics)
- Ski Alpin (Special Olympics)
- Skilanglauf (Special Olympics)
- Schwimmen (Special Olympics)
- Tanzen (Special Olympics)
- Turnen (Special Olympics)
- Tischtennis (Special Olympics)

### Teilnahme an Weltspielen vor 2020
(Quelle: )
• 2007 Special Olympics World Summer Games, Shanghai, China (32 Athletinnen und Athleten)
• 2009 Special Olympics World Winter Games, Boise, USA (1 Athletinnen und Athleten)
• 2011 Special Olympics World Summer Games, Athen (36 Athletinnen und Athleten)
• 2013 Special Olympics World Winter Games, PyeongChang, Südkorea (3 Athletinnen und Athleten)
• 2015 Special Olympics World Summer Games, Los Angeles, USA (39 Athletinnen und Athleten)
• 2017 Special Olympics World Winter Games, Graz-Schladming-Ramsau, Österreich (4 Athletinnen und Athleten)
• 2019 Special Olympics, World Summer Games, Abu Dhabi (38 Athletinnen und Athleten)

### Teilnahme an den Special Olympics World Summer Games 2023 in Berlin
Special Olympics Island nahm an den Special Olympics World Summer Games 2023 teil. Die Delegation wurde vor den Spielen im Rahmen des Host Town Program von Kempten betreut und bestand aus 25 Athletinnen und Athleten sowie 25 Betreuern. Das Team gewann bei diesen Weltspielen 14 Gold-, 16 Silber- und 13 Bronzemedaillen.

### Teilnahme an Weltspielen nach 2023
- 2025 Special Olympics World Winter Games, Turin, Italien (5 Athletinnen und Athleten)[5]